# Бруштейн, Леопольд Григорьевич
Леопольд Григорьевич Бруштейн (1898—1972) — русский военный деятель.

## Биография
Родился 8 января 1898 года на станции Сылва Горнозаводской железной дороги Пермской губернии в еврейской купеческой семье — его отец Залман-Гирш Пинхусович (Григорий Павлович) Бруштейн, уроженец Чаусов, был главноуправляющим на стекольном заводе С. А. Басова. Брат врача Софьи Бруштейн (1896—?) и фармацевта Леона Бруштейна (1893—1938, расстрелян).
В 1910—1914 годах Леопольд учился в Пермской гимназии; в 1915 году переехал в Уфу, где сдал экстерном экзамены за гимназический курс. В 1916 году, по окончании гимназии, поступил на военную службу вольноопределяющимся в 13-й гусарский Нарвский полк, где после окончания учебной команды отбыл на фронт Первой мировой войны. В конце 1917 года Бруштейн был ранен в руку и контужен. После лечения в полевом госпитале, был откомандирован в Тамбов в 7-й Запасной кавалерийский полк 2-й бригады кавалерийского запаса, где сдал офицерский экзамен при 2-й Московской кавалерийской бригаде в Тамбове. Продолжил службу уже офицером в 7-м Запасном кавалерийском полку.
После Октябрьской революции Леопольд Бруштейн вернулся в Пермь, где стал участником антибольшевистской подпольной организации. В 1918 году этой организацией был отправлен в село Ильинское Пермской губернии в 10-й кавалерийский полк Красной армии, где командовал до 20 декабря эскадроном, затем поднял в полку восстание и присоединился с ним к корпусу генерала А. Н. Пепеляева. За подпольную работу в тылу большевиков был награжден адмиралом Колчаком орденом Св. Георгия 4-й степени. В мае 1919 года был произведен в прапорщики из старшего унтер-офицера, продолжал командовать эскадроном, а затем — дивизионом 10-го кавалерийского полка. Затем полк был расформирован, и Бруштейн назначен командиром 7-го конного дивизиона 7-й Сибирской стрелковой дивизии, с которым стал участником Великого Сибирского ледяного похода. Был ранен, лечился в госпитале Николаевска-Уссурийского, откуда направлен в Забайкалье. В феврале 1920 года в Чите был произведен в штабс-ротмистры. В этом же году был командирован на станцию Даурия к барону Р. Ф. Унгерну для формирования 2-го Татарского конного полка. В марте 1920 года, по просьбе генерала Г. Е. Мациевского, Леопольд Бруштейн был откомандирован в город Сретенск, откуда переведен на станцию Маньчжурия, где уволился с военной службы и уехал в Китай в город Харбин. Здесь занимался извозом на автотранспорте, в том числе и на лично приобретённом, а также давал уроки верховой езды. В Харбине жил по 1950 год, был известен как директор и инструктор международной школы верховой езды при клубе любителей верховой езды Харбина. Также управлял конюшнями чистокровных английских лошадей, принадлежавшими американскому торговому дому Луи Вульфсона. 
В 1950 году с женой Фейгой (Фаней) Шмулевной Бруштейн (1900—1971) репатриировался в Израиль, где стал инструктором конной полиции в звании сержанта (1950-е годы). Позже открыл собственную школу верховой езды в Рамат-Гане (1960-е годы). 
Умер в Израиле 13 декабря 1972 года. Был похоронен в Тель-Авиве на кладбище Кирьят Шауль. 
В Государственном архиве Хабаровского края имеются документы, относящиеся к Л. Г. Бруштейну. 

## Семья
Двоюродный брат — Сергей Александрович Бруштейн, доктор медицинских наук, заслуженный деятель науки РСФСР. Двоюродная сестра — Мария Яковлевна Бруштейн (1857—1941), врач, участник революционного движения, член «Организации помощи политическим ссыльным».

## Награды
- Был награждён Георгиевскими крестами 4-й, 3-й и 2-й степеней.
- Также награждён орденами Св. Анны 4-й степени с надписью «За храбрость» и Св. Георгия 4-й степени.